# 1964年夏季残疾人奥林匹克运动会阿根廷代表团
1964年夏季残疾人奥林匹克运动会阿根廷代表团是阿根廷派出的1964年夏季残疾人奥林匹克运动会代表团。获得6枚金牌、15枚银牌和16枚铜牌。